# Analcina
Analcina és un gènere monotípic d'arnes de la família Crambidae. Conté només una espècie, Analcina penthica, que es troba a Austràlia, on ha estat registrada a Queensland.